# Märkische Kriegs- und Domänenkammer
Im Zuge der Reorganisation der preußischen Verwaltung schlug das Generaldirektorium in Berlin am 26. Oktober 1787 vor, die seit 1767 existierende Märkische Kammerdeputation in Hamm in eine selbstständige Kriegs- und Domänenkammer für die Grafschaft Mark umzuwandeln. König Friedrich Wilhelm II. genehmigte durch Kabinettsorder vom 29. Oktober 1787 die vorgeschlagene Veränderung, so dass am 5. April 1788 die Kriegs- und Domänenkammer in Hamm eröffnet werden konnte, die bis 1808 bestanden hat.

## Geschichte
Die Kriegs- und Domänenkammer (KDK) in Hamm existierte als selbstständige preußische Mittelbehörde für die Grafschaft Mark von 1787 bis zum 29. Oktober 1806 und bestand dann als Kriegs- und Domänenkammer weiter, bis sie im Mai 1808 in Großherzoglich-Bergisches Landesadministrationskollegium umbenannt wurde. Ihr Vorgänger war die Kriegs- und Domänenkammerdeputation in Hamm, die von 1757 bis 1763 und von 1767 bis 1787 bestand, aber der Kriegs- und Domänenkammer in Kleve unterstellt blieb. Im Zuge der im November 1808 vorgenommenen allgemeinen Verwaltungsreform im Großherzogtum Berg wurde das Landesadministrationskollegium in Großherzoglich-Bergisches Gouvernements-Kommissariat für die Provinz Mark umbenannt, das bis zum 18. April 1809 bestand.
Ihren Sitz hatte die Behörde im ehemaligen Stadthaus der Freiherren von Plettenberg zu Heeren (sog. Heeren’sches Haus) auf der Nordseite des Marktplatzes, in dem seit 1894 die Postverwaltung untergebracht war. 1925 ging der Gebäudekomplex im Neubau des Stadthauses auf. Der KDK angegliedert waren ein Medizinalkollegium für die Grafschaft Mark, das mindestens seit 1769 bestand, und ein Forstamt der Grafschaft Mark.

## Kammerpräsidenten
- 1787–1793 Christian Heinrich Ernst Freiherr von Ledebur
- 1793–1804 Heinrich Friedrich Karl vom Stein (zugleich KDK-Präsident in Kleve und Minden)
- 1804–1806 Ludwig Freiherr von Vincke (zugleich KDK-Präsident in Münster)

## Kammerdirektoren
- 1767–1768: Justus Wollrath Gottfried Müller (vorher KDK-Direktor in Kleve, später Finanzrat in Berlin)
- (belegt 1769, 1770, 1773): Johann Christoph Kessel
- (belegt 1769, 1770): Franz Traugott Friedrich Wilhelm von Breitenbauch, 2. Direktor (1771–1794 KDK-Präsident in Minden)
- 1771–1786: Christian Heinrich Ernst Freiherr von Ledebur (1787–1793 KDK-Präsident in Hamm)
- 1787–1794: Christoph Heinrich von Pestel
- (belegt 1791): Jakob Adolf Heinrich Dach
- von Pestel [1793, 1796]
- 1799–1808: Friedrich Wilhelm von Rappard (später OLG-Präsident in Hamm)

## Kriegs- und Domänenräte
Die KDK-Räte wurden von und nach Kleve als zunächst übergeordneter Behörde und zum Generaldirektorium in Berlin befördert. So kam beispielsweise der Gründungsdirektor Müller aus Kleve. Es bestanden aber auch personale Verflechtungen mit der 1769 gegründeten KDK-Deputation in Lingen (vgl. Bärensprung), der 1723 gegründeten KDK in Minden (vgl. v. Breitenbauch, v. Ribbentrop, Zschock), der Kurmärkischen KDK in Berlin (vgl. v. Kropff) und mit der KDK in Magdeburg (vgl. Sombart).
Bislang sind folgende Kriegs- und Domänenräte der KDK Hamm bekannt:
(Geburtsdatum; Sterbedatum, sofern bekannt) [Belegdaten an der KDK Hamm]
- (belegt 1767, 1768): August Nattermöller († 1792)
- (belegt 1768–1772): Johann Gottfried Adami
- (belegt 1768–1792): Friedrich August Hincke († 1792)
- (belegt 1770) – nach 1792: Werner Friedrich Abraham von Arnim (1747–1794)
- (belegt 1770) – nach 1787: Christoph Heinrich von Pestel
- (belegt 1770–1777): Johann Georg Wilhelm Baerensprung (1769 KDK-Rat in Lingen, später Oberfinanzrat in Berlin, 1798 Oberlandforstmeister)
- (belegt 1771–1778): Karl Philipp von Kropff (* ca. 1745 in Cattenstedt bei Blankenburg; † 1820: ab 1778 Forstdepartementsrat an der Kurmärkischen KDK in Berlin)
- (belegt 1771–1775): Johann Gottfried Rademacher -Vater- (1741–?)
- (belegt 1772–1787): Jakob Adolf Heinrich Dach (später Kammerdirektor in Hamm)
- von Pestel [1773, 1787]
- Jakob Adolf Heinrich Dach [1773, 1781]
- Friedrich Abraham Werner von Arnim [1773, 1775, 1792] (1747–1794)
- Jakob Christian von Bernuth [1775, 1787, 1795] (1726–1797)
- vor 1775 – nach 1795: Jakob von Bernuth (1729–1797)
- (belegt 1778) – 1808: Johann Ernst August von Beust (* 1741 in Reinstädt bei Jena; † 23./24. Oktober 1820 in Hamm)
- (belegt 1778–1782): Moritz Petri
- (belegt 1778–1790): Christian Friedrich Meyer (1748–1834)
- vor 1783 – nach 1785: Johann Isaak Som(b)art (später Kammerdirektor in Magdeburg)
- Christian Friedrich Meyer [1785]
- (belegt 1786–1791): Fleischauer
- (belegt 1786–1791): Neuhaus
- (belegt 1787–1801): Ernst Werner Wilhelm von Reden (1804 bereits pensioniert; † 26. September 1810 in Hannover)
- (belegt 1791–1798): Justus Conrad Müller
- vor 1793 – 1799: Friedrich Wilhelm von Rappard (1799–1808 Kammerpräsident in Hamm)
- vor 1793 – 1796: Wilhelm Christian Friedrich Johann von Ribbentrop (später KDK-Rat in Minden (1797–1799))
- (belegt 1793): Johann Friedrich Christian Spener (1760–1825)
- 1793–1806: Johann Ernst August von Beust (* 1741 in Reinstädt bei Jena; † 23./24. Oktober 1820 in Hamm)
- vor 1795 – 1808: Ferdinand von Ammon
- 1796–1802: Georg Julius von Schlechtendahl (1770–1833), ab 1818 Regierungsvizepräsident in Münster
- vor 1798 – nach 1806: Zschock (1787/96 KDK-Rat in Minden)
- vor 1798 – nach 1806: Wilhelm von Bernuth (1767–1828), Kriegs- und Steuerat
- 1798–1806: Johann Friedrich Gottlieb von Zschock (1766–1837) [vorher KDK-Rat in Minden (1787–1796) ?]
- vor 1800 – 1808: Reinhard Friedrich Terlinden (* 1750 in Kleve; † 5. Dezember 1818 in Hamm), Direktor des Medizinalkollegiums; später Oberlandesgerichtspräsident in Hamm
- vor 1800 – nach 1806: Johann Friedrich Georg Meyer
- vor 1800 – nach 1806: Friedrich August von Erdmannsdorff
- vor 1804 – 1808 Ludwig von Bernuth (1770–1857: später Oberfinanzrat in Berlin)
- 1794–1806: Maassen
- vor 1804 – 1808: von Müntz
- vor 1804 – nach 1806: Stemmer
- 1804–1806: Ernst Tobias Wolff (ca. 1741 in Halberstadt; † 24. November 1816 in Hamm)
- 1804–1806: Ludwig von Bernuth [später Oberfinanzrat in Berlin] (* 1770 in Kleve; † 1857)
- 1804–1808: Karl Georg Maaßen (1769–1834: später preußischer Finanzminister in Berlin)
- 1804–1808: David Wiethaus (1768–1854)
- 1805: Johann Georg Julius von Schlechtendal [1796; später KDK-Direktor in Münster]